# Supergirl (phim truyền hình)
Supergirl là một phim truyền hình Mỹ được phát triển bởi Ali Adler, Greg Berlanti và Andrew Kreisberg (hai bộ phim trước đó đã tạo ra Arrow và The Flash) ban đầu được phát sóng trên CBS và được công chiếu vào ngày 26 tháng 10 năm 2015. Nó dựa trên nhân vật DC Comics Supergirl (Kara Zor-El), được tạo ra bởi Otto Binder và Al Plastino, và ngôi sao Melissa Benoist trong vai trò tiêu đề. Supergirl là một superheroine costumed người chị em họ của Superman và một trong những người Krypton còn sống sót cuối cùng.
Bộ phim đã chính thức được chọn vào ngày 6 tháng 5 năm 2015, sau khi nhận được cam kết phát hành series vào tháng 9 năm 2014 và nhận được lịch chiếu một mùa đầy đủ vào ngày 30 tháng 11 năm 2015. Ngày 12 tháng 5 năm 2016, Warner Bros. tuyên bố rằng bộ phim đã được chiếu mùa mới và bộ phim sẽ được chuyển từ nhà đài CBS sang The CW. Nó đã ra mắt vào ngày 10 tháng 10 năm 2016. Vào ngày 8 tháng 1 năm 2017, The CW đã tuyên bố về mùa thứ ba cho bộ phim, dự kiến ra mắt vào ngày 9 tháng 10 năm 2017.

## Diễn viên và nhân vật
- Melissa Benoist trong vai Kara Zor-El / Kara Danvers / Supergirl
- Mehcad Brooks trong vai James Olsen / Guardian
- Chyler Leigh trong vai Alex Danvers
- Jeremy Jordan trong vai Winslow "Winn" Schott, Jr.
- David Harewood trong vai J'onn J'onzz / Martian Manhunter
- Calista Flockhart trong vai Cat Grant
- Chris Wood trong vai Mon-El
- Floriana Lima trong vai Maggie Sawyer